# Henri de La Tour d'Auvergne (1611-1675)
Pour les articles homonymes, voir Turenne, Henri de Turenne et Henri de La Tour d'Auvergne.
Henri de La Tour d'Auvergne, dit Turenne, né le 11 septembre 1611 au château de Sedan (Ardennes) et mort le 27 juillet 1675 près de Sasbach (Principauté épiscopale de Strasbourg, Saint-Empire romain germanique), est un gentilhomme et célèbre militaire français passé à la postérité sous le nom que lui donne son titre de courtoisie de vicomte de Turenne.
Maréchal de France en 1643 et maréchal général des camps et armées du roi en 1660, il est l'un des meilleurs généraux de Louis XIII puis de Louis XIV. Figure populaire, stratège de grand talent, gloire militaire du Grand Siècle avec son rival Condé, il reste un maître incontesté de l'art de la guerre. De son vivant, il fut considérablement admiré par ses soldats et les grands maréchaux de l'Europe ; lorsqu'il apprend la mort de Turenne à la bataille de Salzbach, Montecuccoli s'exclame : « Aujourd'hui est mort un homme qui faisait honneur à l'Homme. » Napoléon lui-même, admirait son génie militaire, et affirma qu'il était « le plus grand commandant de l'ère moderne ».

## Famille

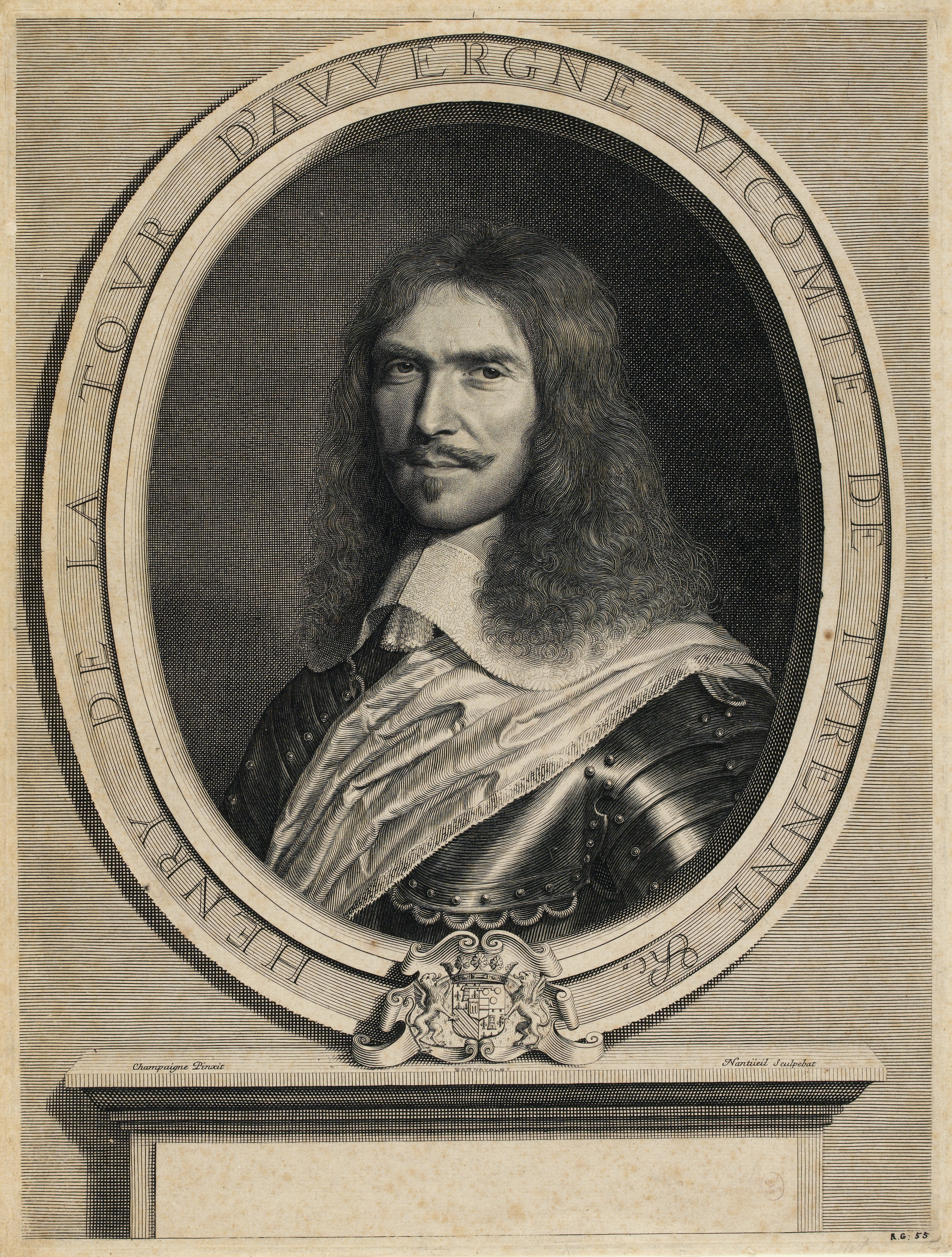
Portrait posthume de Turenne.

Issu de l'illustre Maison de La Tour d'Auvergne dont descend la reine de France Catherine de Médicis, il est le fils cadet d’Henri de La Tour d'Auvergne, duc de Bouillon et prince souverain de Sedan, vicomte de Turenne, premier gentilhomme de la chambre d'Henri IV, maréchal de France en 1592. Par sa mère, Élisabeth de Nassau, il est le petit-fils de Guillaume Ier, prince d'Orange et stathouder de Hollande, Zélande et Frise. Son frère aîné qui relèvera les titres de leur père est Frédéric-Maurice de La Tour d'Auvergne (1605-1652), longtemps l'âme de la Fronde, qui devra céder sa principauté à la France.
Élevé dans la religion réformée, il se convertit au catholicisme en 1668 sous l'influence de Bossuet. Il accède aux plus hautes dignités : prince étranger en 1651, maréchal de France en 1643 puis maréchal général en 1660.
Turenne épouse le 2 août 1651,, Charlotte de Caumont La Force, fille d'Armand Nompar de Caumont, au château de La Boulaie, à Auteuil (Normandie). Elle mourut en 1666. Ils n'eurent pas d'enfants.

## Guerre de Trente Ans
Cadet d'une famille souveraine, il est destiné à la carrière des armes. Pendant la guerre de Trente Ans, par commission du 17 janvier 1625, le jeune vicomte lève à l'âge de 14 ans, un régiment d'infanterie qui porte son nom. 
La même année, il fait ses premières armes dans l'armée hollandaise en tant que simple soldat, sous les ordres de son oncle, le stathouder Frédéric-Henri d'Orange-Nassau,  qui lui offre un commandement en 1626. Le régiment qu'il avait créé en France est licencié en mai 1626. En 1627 et 1628, il participe aux sièges de Klundert, de Willemstad et dans la plupart des expéditions contre Spinola. Il s'illustre notamment dans l'armée hollandaise, aux côtés de Frédéric-Henri d'Orange-Nassau, au siège de Bois-le-Duc en 1629, contre les Espagnols.
Cependant, il choisit l'année suivante de passer au service, plus prestigieux, de la France et son régiment d'infanterie est rétabli, le 27 mars 1630, sous le nom de régiment d'Eu. 
Richelieu le nomme colonel et il participe au siège de La Mothe en 1634, où ses états de service lui valent une promotion au grade de maréchal de camp le 21 juin 1635. Après avoir participé à diverses campagnes en Lorraine, sur le Rhin et dans les Flandres, il s'empare notamment de Saverne en 1636, où il manque de perdre un bras, et de Landrecies en 1637. Il dirige l'assaut sur la puissante forteresse de Vieux-Brisach en 1638 et obtient sa capitulation le 17 décembre,. 

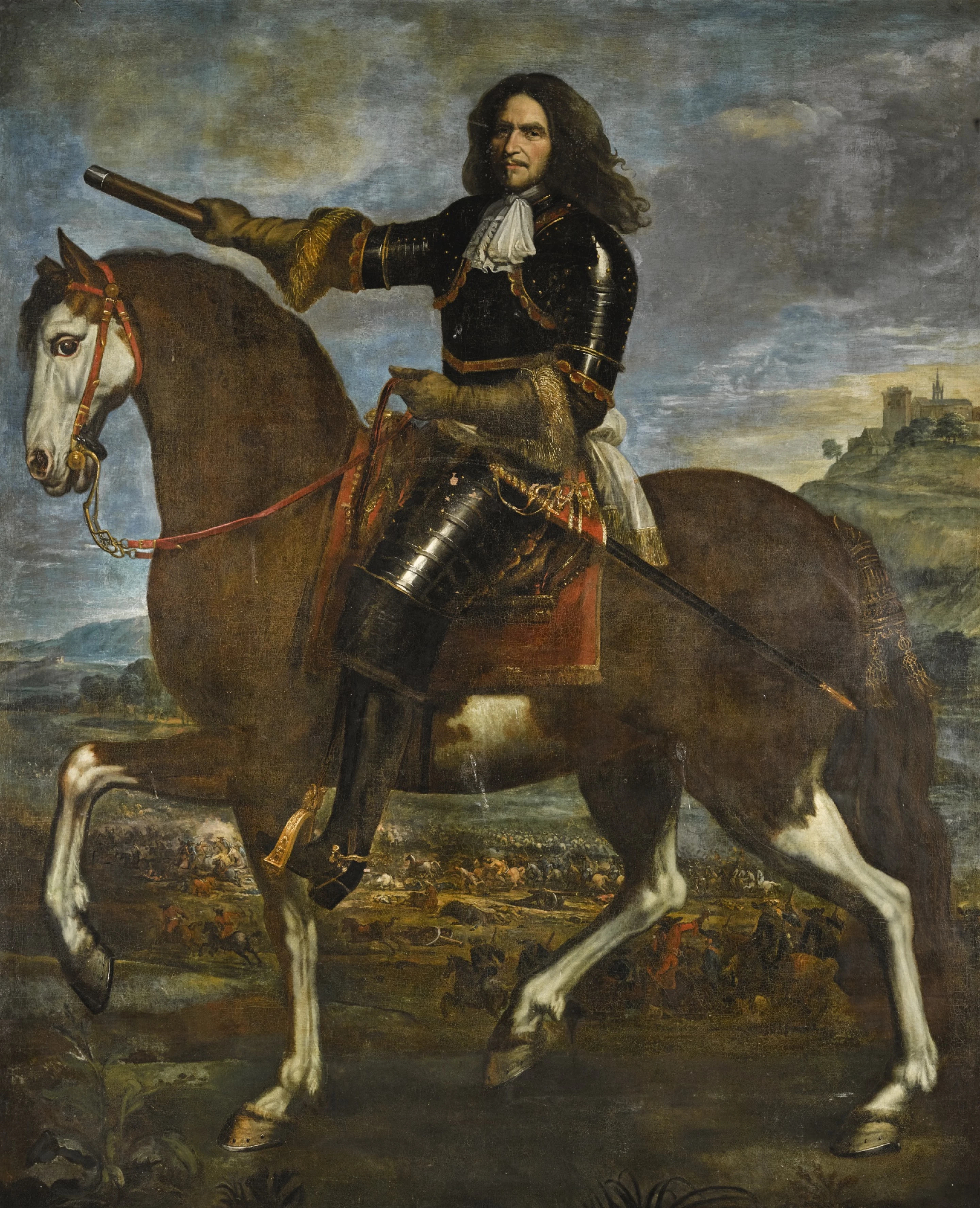
Turenne maréchal de France.

Sa réputation allant croissant, il sert en Italie de 1639 à 1641 sous le commandement d'Henri de Lorraine-Harcourt et s'y illustre à plusieurs reprises, puis participe, comme commandant en second, à la conquête du Roussillon en 1642. Il est nommé lieutenant général des armées du roi le 11 mars 1642, mais Louis XIII disparaît le 14 mai 1643, et c'est Anne d'Autriche, régente de France, qui le fait maréchal de France, le 19 décembre. Turenne n'a alors que 32 ans. Il est envoyé en Alsace où les armées françaises sont en position délicate. Empruntant sur ses deniers, il réorganise l'armée et traverse le Rhin au mois de juin 1644 avant d'opérer sa jonction avec les forces de Condé, qui prend le commandement. Il participe aux sièges de Mayence et de Philippsburg et aux batailles de Fribourg (1644) et Nördlingen (1645) aux côtés de Condé. Celui-ci reparti, il mène ensuite avec ses alliés suédois une campagne décisive qui se termine par la victoire de Zusmarshausen le 17 mai 1648 et son armée dévaste la Bavière. Les traités de Westphalie sont signés peu après et mettent fin à la guerre de Trente Ans.

## Guerres de Louis XIV

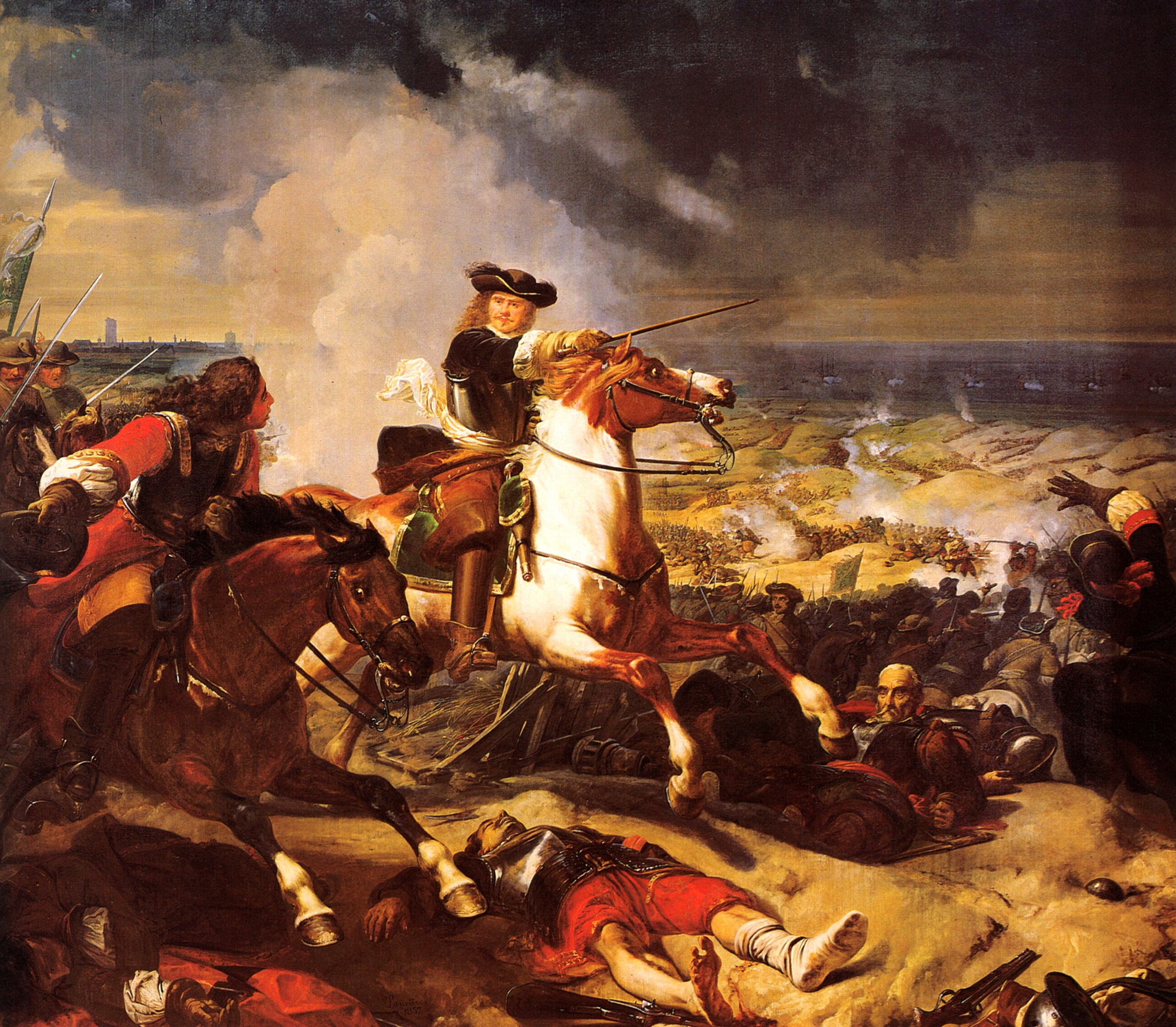
Turenne à la bataille des Dunes.

Un temps passé du côté des Frondeurs, il échappe à l'arrestation dont sont victimes d'autres princes (dont Condé) et cherche l'aide des Espagnols. Il connaît à cette occasion un revers en étant vaincu lors de la bataille de Rethel le 15 décembre 1650. Après la libération des princes, il se réconcilie avec Mazarin et obtient le commandement des armées royales lorsque Condé se révolte à nouveau. Après l'indécise bataille de Bléneau le 7 avril 1652, il bat l'armée espagnole commandée par Condé à la bataille du faubourg Saint-Antoine le 2 juillet 1652 et réoccupe Paris le 21 octobre 1652, obtenant définitivement le pardon de Louis XIV. Poursuivant la lutte contre Condé et les Espagnols, il les bat à Arras le 25 août 1654 mais il est, à son tour, sévèrement battu à la bataille de Valenciennes le 16 juillet 1656. Il remporte néanmoins la décisive victoire des Dunes, près de Dunkerque, le 14 juin 1658, et le traité des Pyrénées signé l'année suivante met fin à la guerre franco-espagnole. 
Nommé maréchal général des camps et armées du roi le 5 avril 1660, il dirige, durant la guerre de Dévolution, l'armée française qui envahit la Flandre et s'empare de plusieurs villes.

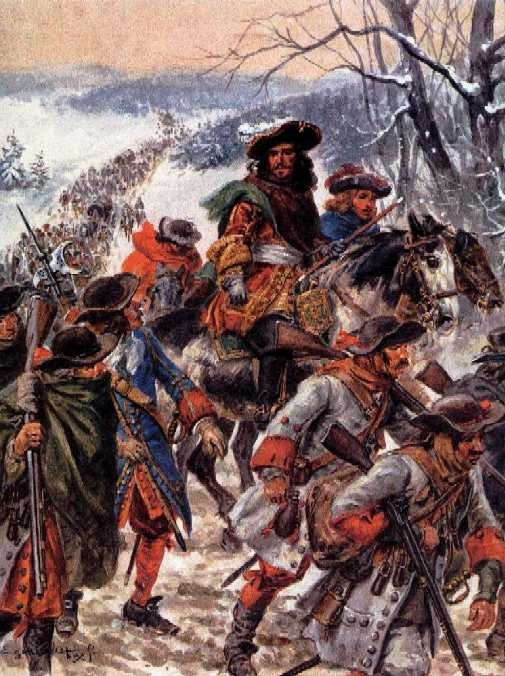
La marche de Turenne dans les Vosges à l'hiver 1674-1675.

En 1672, il est nommé capitaine général par Louis XIV. Durant la guerre de Hollande, battu par les Impériaux de Raimondo Montecuccoli, il est obligé de repasser le Rhin en 1673. Il prend sa revanche le 16 juin 1674, à la bataille de Sinsheim, où il empêche la jonction des deux armées ennemies. Un mois plus tard, il ordonne le ravage du Palatinat. Il vainc à nouveau les Impériaux en Alsace à la bataille d'Entzheim en octobre 1674, mais devant la disproportion des forces, il se replie sur Saverne et Haguenau, laissant les Allemands prendre leurs quartiers d'hiver en Alsace. 
En plein hiver il fond sur Belfort le 27 décembre 1674, entre dans Mulhouse le 29. Les Impériaux sont basés à Turckheim, dans une vallée des Vosges (côté alsacien). Sa tactique consiste à surprendre l'ennemi en attaquant par la montagne. Il monte au-dessus de la ville de Thann, passe à côté du château de l'Engelburg (qui n'a pas encore été détruit par Louis XIV), et établit son camp à l'endroit encore dénommé aujourd'hui « camp Turenne ». Puis son armée longe la crête et, arrivée au-dessus du camp adverse le 5 janvier 1675, déboule dans la vallée et prend l'adversaire par surprise qui est mis en fuite. 

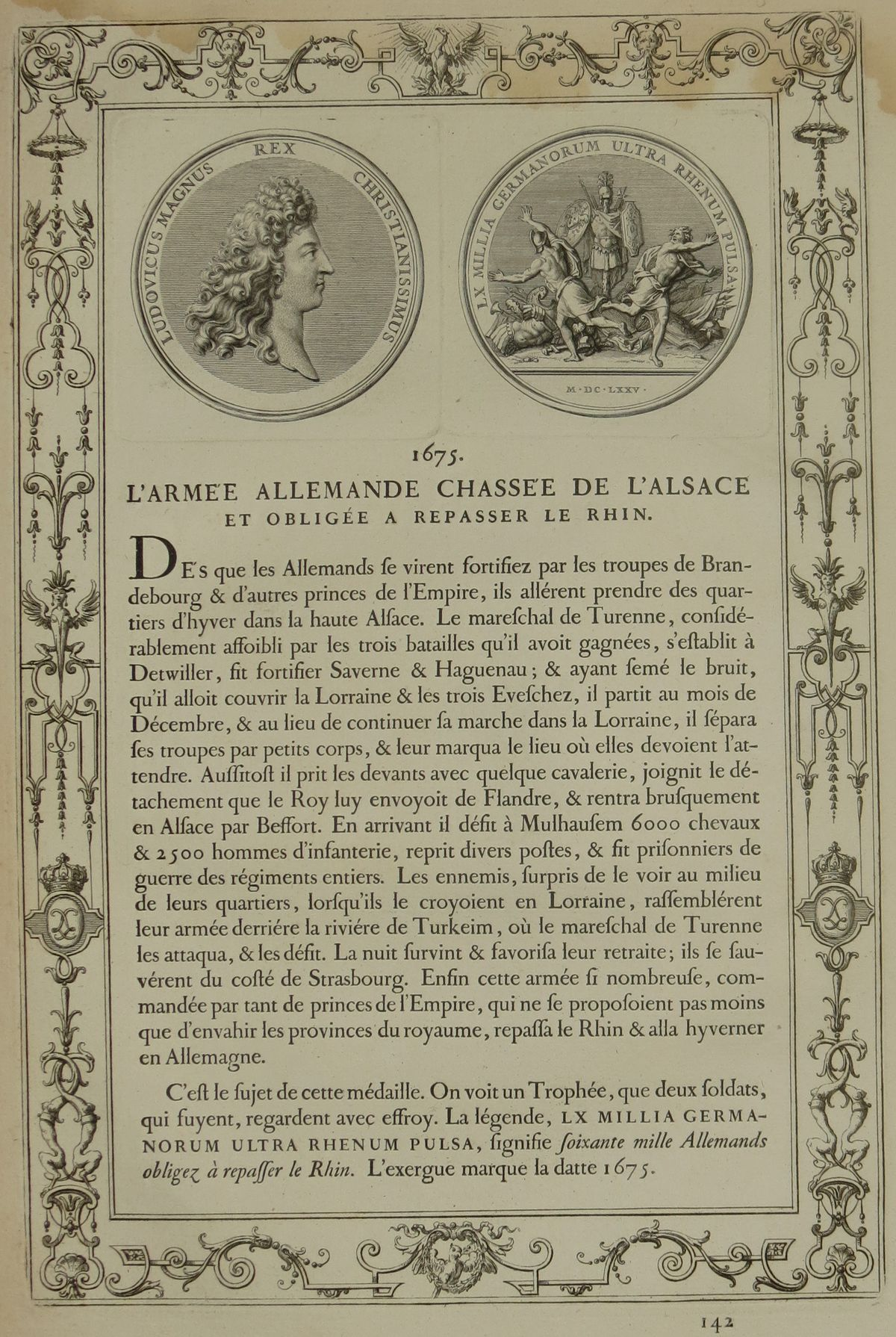
Document relatant la création de la médaille, datée 1675, relatant la défaite de l'armée allemande par les troupes de Turenne, extrait de Médailles sur les principaux évènements du règne entier de Louis le Grand, avec des explications historiques par l'Académie des inscriptions et belles-lettres, 1723.

Les Impériaux sont contraints de battre en retraite et de repasser le Rhin. Louis XIV donne de nouveau à Turenne le commandement de la campagne de 1675, où il se trouve de nouveau face à Montecuccoli. Pendant deux mois, tous deux déploient leurs dons de manœuvriers. Lors de la bataille de Salzbach, enfin Turenne est sur le point d’amener son adversaire sur les positions qu’il juge souhaitables pour une bataille décisive, lorsqu'il est tué par un boulet de canon le 27 juillet 1675. Raimondo Montecuccoli se serait alors écrié : « Il est mort aujourd'hui un homme qui faisait honneur à l'Homme ! ». Selon les mémorialistes du temps, la France entière le pleure, et le peuple rassemblé sur les routes honore « le bon Monsieur de Turenne » lors du passage du convoi funèbre vers Paris. Son oraison funèbre fut prononcée par Fléchier en l'église Saint-Eustache.

## Postérité
- Louis XIV accorde à Turenne l'honneur posthume d'être enseveli à la basilique Saint-Denis, avec les rois de France, comme seul le connétable du Guesclin, sauveur du royaume, l'avait été. Pendant la Révolution française, le samedi 12 octobre 1793, son tombeau fut ouvert par des ouvriers ayant reçu les ordres d'exhumation des corps des rois et reines, des princes et princesses et des hommes célèbres. Le corps de Turenne fut trouvé dans un très bon état de conservation. Il fut exposé à la foule puis remis à un gardien de la basilique qui l'exposa plusieurs mois et, comme pour beaucoup de corps lors de la profanation des tombes de la basilique Saint-Denis, n'hésita pas à vendre ses dents au détail. Puis il fut transféré au Jardin des plantes de Paris et le 22 messidor de l'an VII (mercredi 10 juillet 1799) son corps fut transporté dans le musée des monuments français où un tombeau lui était destiné. Le cinquième jour complémentaire de l'an VIII (22 septembre 1800), Napoléon Bonaparte fit transférer sa dépouille à l'église Saint-Louis des Invalides, nécropole des gloires militaires de la France[15]. Son cœur embaumé fut conservé longtemps dans un coffret de plomb, au château de Saint-Paulet[16].
- Le boulet ayant tué Turenne est exposé au musée de l'Armée à Paris[17].
- Napoléon Ier disait son admiration pour le génie militaire de Turenne, et affirmait qu'en toutes circonstances il aurait pris les mêmes décisions que lui.
- Un timbre postal à l'effigie de Turenne a été émis le 13 juin 1960.
- Le nom de Turenne a été donné à un cuirassé de croisière, 850 cv - 12 canons - portant pavillon de l'amiral Henri Rieunier dans l'escadre d'Amédée Courbet (lui étant à bord du Bayard, cuirassé de croisière, frère du Turenne).
- Les Dragons de Noailles, chant militaire français, raconte le ravage du Palatinat en faisant mention de Turenne.
- La chanson M'sieur de Turenne mentionne également le nom du maréchal.
- La société d'histoire et d'archéologie de Sedan a organisé les 17 et 18 septembre 2011, un colloque européen pour célébrer le 400e anniversaire de sa naissance.
- Le nom de ce personnage historique a été utilisé pour nommer la 160e promotion de l'École spéciale militaire de Saint-Cyr (1973–1975).
- Le lycée français de Fribourg-en-Brisgau, qui relevait de la Direction de l'enseignement français en Allemagne, portait le nom de lycée Turenne (de).
- un collège de Sedan est dénommé collège Turenne de Sedan (d).

Un nombre important de places, rues et avenues porte le nom du maréchal.

## Iconographie
Une médaille à l'effigie de Turenne fut exécutée par le graveur Thomas Bernard en 1683. Un exemplaire en est conservé au musée Carnavalet (ND 0579).
Une autre médaille à l'effigie de Turenne, due au graveur Henri Auguste, fut frappée en 1800 à l'initiative de Lucien Bonaparte, à l'occasion du transfert des restes du maréchal aux Invalides. Un exemplaire en est conservé au musée Carnavalet (ND 1130).
Une statue du jeune Turenne par Benoît Lucien Hercule se trouve rue de Normandie (3e arrondissement de Paris). Il combattit à proximité lors de la Fronde et vécut non loin, dans un hôtel particulier de la future rue de Turenne.